# Campo Alegre do Fidalgo
Pour les articles homonymes, voir Campo Alegre.
Campo Alegre do Fidalgo est une municipalité brésilienne située dans l'État du Piauí.